# César pro nejlepšího herce ve vedlejší roli
César pro nejlepšího herce ve vedlejší roli je jedna z kategorií francouzské filmové ceny César. Kategorie existuje od vzniku ceny v roce 1976.

## Vítězové a nominovaní

### 70. léta
- 1976: Jean Rochefort za roli abbého Duboise ve filmu Ať začne slavnost... (Que la fête commence)
  - Victor Lanoux za roli Pierra Lardatta ve filmu Nelítostný souboj (Adieu poulet)
  - Patrick Dewaere za roli Lefèvra ve filmu Nelítostný souboj (Adieu poulet)
  - Jean Bouise za roli Françoise ve filmu Stará puška (Le Vieux Fusil)

- 1977: Claude Brasseur za roli Daniela ve filmu Záletník (Un éléphant ça trompe énormément)
  - Jean-Claude Brialy za roli prokurátora Villedieua ve filmu Soudce a vrah (Le Juge et l'assassin)
  - Jacques Dutronc za roli Pierra ve filmu Mado (Mado)
  - Charles Denner za roli advokáta ve filmu Začít znovu (Si c'était à refaire)

- 1978: Jacques Dufilho za roli technika ve filmu Krab bubeník (Le Crabe-tambour)
  - Michel Aumont za roli Pierra ve filmu Des enfants gâtés (Des enfants gâtés)
  - Jean-François Balmer za roli Waldecka ve filmu Hrozba (La Menace)
  - Jean Bouise za roli prokutárora Arnoulda ve filmu Soudce zvaný šerif (Le Juge Fayard dit Le Shérif)
  - Philippe Léotard za roli Mareca ve filmu Soudce zvaný šerif (Le Juge Fayard dit Le Shérif)

- 1979: Jacques Villeret za roli Roberta Villierse ve filmu Robert et Robert (Robert et Robert)
  - Michel Serrault za roli Mirementa ve filmu Peníze těch druhých (L'Argent des autres)
  - Jean Carmet za roli Adriena Courtoise ve filmu Cukr (Le Sucre)
  - Claude Brasseur za roli Serge ve filmu Docela obyčejný příběh (Une histoire simple)

### 80. léta
- 1980: Jean Bouise za roli Sivardièra ve filmu Horká hlava (Coup de tête)
  - Michel Aumont za roli Franckieho ve filmu Odvahu a nohy na ramena (Courage fuyons)
  - Bernard Giraudeau za roli Françoise ve filmu Doktor (Le Toubib)
  - Bernard Blier za roli Staplina ve filmu Černá řada (Série noire)

- 1981: Jacques Dufilho za roli Adriena Dussarta ve filmu Špatný syn (Un mauvais fils)
  - Alain Souchon za roli Clauda ve filmu Miluji vás (Je vous aime)
  - Heinz Bennent za roli Lucase Steinera ve filmu Poslední metro (Le Dernier Métro)
  - Guy Marchand za roli Andrého ve filmu Loulou (Loulou)

- 1982: Guy Marchand za roli Marcela Belmonta ve filmu Svědek (Garde à vue)
  - Jean-Pierre Marielle za roli Pérona/Georgese ve filmu Čistka (Coup de torchon)
  - Eddy Mitchell za roli Nona ve filmu Čistka (Coup de torchon)
  - Gérard Lanvin za roli Louise Colina ve filmu Zvláštní případ (Une étrange affaire)

- 1983: Jean Carmet za roli Thénardiera ve filmu Bídníci (Les Misérables)
  - Gérard Klein za roli Maurice Bouillard ve filmu Poutnice ze Sans-Souci (La Passante du Sans-Souci)
  - Michel Jonasz za roli Simona ve filmu Qu'est-ce qui fait courir David? (Qu'est-ce qui fait courir David ?)
  - Jean-François Stévenin za roli Dambiela ve filmu Jeden pokoj ve městě (Une chambre en ville)

- 1984: Richard Anconina za roli Youseffa Bensoussana ve filmu Ahoj, tajtrlíku! (Tchao Pantin)
  - Guy Marchand za roli Michela Korskeho ve filmu Coup de foudre (Coup de foudre)
  - Bernard Fresson za roli Francise ve filmu Garçon! (Garçon !)
  - Jacques Villeret za roli Gilberta ve filmu Garçon! (Garçon !)
  - François Cluzet za roli Mickeyho ve filmu Vražedné léto (L'Été meurtrier)

- 1985: Richard Bohringer za roli Alberta Lorcy ve filmu Zúčtování (L'Addition)
  - Lambert Wilson za roli Milana Mlisky ve filmu La Femme publique (La Femme publique)
  - Fabrice Luchini za roli Octava ve filmu Noci v úplňku (Les Nuits de la pleine lune)
  - Bernard-Pierre Donnadieu za roli Mathiase Hagena ve filmu Ulička barbarů (Rue barbare)
  - Michel Aumont za roli Gonzagua ve filmu Neděle na venkově (Un dimanche à la campagne)

- 1986: Michel Boujenah za roli Michela ve filmu Tři muži a nemluvně (Trois hommes et un couffin)
  - Xavier Deluc za roli Huga Sparka ve filmu Umírá se jen dvakrát (On ne meurt que deux fois)
  - Michel Galabru za roli komisaře Gesberga ve filmu Podzemka (Subway)
  - Jean-Hugues Anglade za roli Rollera ve filmu Podzemka (Subway)
  - Jean-Pierre Bacri za roli inspektora Batmana ve filmu Podzemka (Subway)

- 1987: Pierre Arditi za roli Pierra Belcroixe ve filmu  Mélo (Mélo)
  - Gérard Darmon za roli Eddyho ve filmu Betty Blue (37°2 le matin)
  - Jean-Louis Trintignant za roli Pierra ve filmu Žena mého života (La Femme de ma vie)
  - Claude Piéplu za roli profesora ve filmu Le Paltoquet (Le Paltoquet)
  - Jean Carmet za roli pana Martina ve filmu Uprchlíci (Les Fugitifs)

- 1988: Jean-Claude Brialy za roli Klotze ve filmu Les Innocents (Les Innocents)
  - Tom Novembre za roli Victoriena ve filmu Agent trouble (Agent trouble)
  - Jean-Pierre Kalfon za roli komisaře ve filmu Houkání sovy (Le Cri du hibou)
  - Jean-Pierre Léaud za roli komisaře Bouvreuila ve filmu Les Keufs (Les Keufs)
  - Guy Marchand za roli inspektora Leroyera ve filmu Utonutí zakázáno (Noyade interdite)

- 1989: Patrick Chesnais za roli PDG ve filmu Předčitatelka (La Lectrice)
  - Alain Cuny za roli Louise-Prospera Claudela ve filmu Camille Claudelová (Camille Claudel)
  - Patrick Bouchitey za roli otce Aubergého ve filmu La vie est un long fleuve tranquille (La vie est un long fleuve tranquille)
  - Jean Reno za roli Enza Molinariho ve filmu Magická hlubina (Le Grand Bleu)
  - Jean-Pierre Marielle za roli Raoula Fonfrina ve filmu Několik dní se mnou (Quelques jours avec moi)

### 90. léta
- 1990: Robert Hirsch za roli Raoula ve filmu Hiver 54, l'abbé Pierre (Hiver 54, l'abbé Pierre)
  - Jacques Bonnaffé za roli Andrého Graveye ve filmu Křtiny (Baptême)
  - François Cluzet za roli Daniela ve filmu Force majeure (Force majeure)
  - François Perrot za roli Perrina ve filmu Život a nic jiného (La Vie et rien d'autre)
  - Roland Blanche za roli Marcella ve filmu Příliš krásná (Trop belle pour toi)

- 1991: Jacques Weber za roli hraběte Guiche ve filmu Cyrano z Bergeracu (Cyrano de Bergerac)
  - Maurice Garrel za roli Jeana ve filmu La Discrète (La Discrète)
  - Michel Duchaussoy za roli Georgese ve filmu Milou v máji (Milou en mai)
  - Michel Galabru za roli Monglata ve filmu Uranus (Uranus)
  - Daniel Prévost za roli Rocharda ve filmu Uranus (Uranus)

- 1992: Jean Carmet za roli Raymonda Pelleveaua staršího ve filmu Děkuji, živote (Merci la vie)
  - Jean-Claude Dreyfus za roli Clapeta ve filmu Delikatesy (Delicatessen)
  - Ticky Holgado za roli Pastelky ve filmu Báječné časy (Une époque formidable)
  - Bernard Le Coq za roli Théodora Van Gogha ve filmu Van Gogh (Van Gogh)
  - Gérard Séty za roli Paula Gacheta ve filmu Van Gogh (Van Gogh)

- 1993: André Dussollier za roli Maxima ve filmu Srdce v zimě (Un cœur en hiver)
  - Jean Yanne za roli Guye Asselina ve filmu Indočína (Indochine)
  - Patrick Timsit za roli Michoua ve filmu Krize (La Crise)
  - Fabrice Luchini za roli Camille ve filmu Návrat Casanovy (Le Retour de Casanova)
  - Jean-Pierre Marielle za roli Almeida ve filmu Max a Jeremie (Max et Jérémie)

- 1994: Fabrice Luchini za roli Fabriceho Lenormanda ve filmu Tout ça… pour ça! (Tout ça… pour ça !)
  - Jean-Pierre Darroussin za roli Freda ve filmu Cuisine et Dépendances (Cuisine et Dépendances)
  - Jean-Roger Milo za roli Antoina Chavala ve filmu Germinal (Germinal)
  - Thomas Langmann za roli Marcela ve filmu Le Nombril du monde (Le Nombril du monde)
  - Didier Bezace za roli komisaře Carrého ve filmu Nespolehlivý (Profil bas)

- 1995: Jean-Hugues Anglade za roli krále Karla IX. ve filmu Královna Margot (La Reine Margot)
  - Claude Rich za roli vévody Clovise z Crassacu ve filmu D'Artagnanova dcera (La Fille de d'Artagnan)
  - Fabrice Luchini za roli Mistra Dervilla ve filmu Plukovník Chabert (Le Colonel Chabert)
  - Bernard Giraudeau za roli Françoise ve filmu Nejmilejší syn (Le Fils préféré)
  - Daniel Russo za roli Georgese ve filmu Devět měsíců (Neuf Mois)

- 1996: Eddy Mitchell za roli Gérarda Thullieze ve filmu Le bonheur est dans le pré (Le bonheur est dans le pré)
  - Ticky Holgado za roli Antoina ve filmu Manželství po francouzsku (Gazon maudit)
  - Jean-Pierre Cassel za roli Georgese ve filmu Slavnost (La Cérémonie)
  - Jean-Hugues Anglade za roli Vincenta Graneca ve filmu Nelly a pan Arnaud (Nelly et Monsieur Arnaud)
  - Michael Lonsdale za roli Dollabella ve filmu Nelly a pan Arnaud (Nelly et Monsieur Arnaud)

- 1997: Jean-Pierre Darroussin za roli Denise ve filmu Rodinný průvan (Un air de famille)
  - Jacques Gamblin za roli Andrého Lemoina ve filmu Někdo to rád holky (Pédale douce)
  - Bernard Giraudeau za roli abbého z Vilecourt ve filmu Nevinné krutosti (Ridicule)
  - Jean Rochefort za roli markýze z Bellegarde ve filmu Nevinné krutosti (Ridicule)
  - Albert Dupontel za roli Dionneta ve filmu Falešný hrdina (Un héros très discret)

- 1998: Jean-Pierre Bacri za roli Nicolase ve filmu Stará známá písnička (On connaît la chanson)
  - Vincent Perez za roli vévody Philippa de Nevers ve filmu Hrbáč (Le Bossu)
  - Jean-Pierre Darroussin za roli Dédého ve filmu Marius et Jeannette (Marius et Jeannette)
  - Gérard Jugnot za roli Henriho ve filmu Marthe (Marthe)
  - Lambert Wilson za roli Marca Duveyriera ve filmu Stará známá písnička (On connaît la chanson)

- 1999: Daniel Prévost za roli Luciena Chevala ve filmu Blbec k večeři (Le Dîner de cons)
  - Jean-Louis Trintignant za roli Jeana-Baptista / Luciena Emmericha ve filmu Všichni, kdo mě mají rádi, pojedou vlakem (Ceux qui m'aiment prendront le train)
  - Vincent Perez za roli Frédérica/Vivana ve filmu Všichni, kdo mě mají rádi, pojedou vlakem (Ceux qui m'aiment prendront le train)
  - Bernard Fresson za roli Vincenta Maliverta ve filmu Place Vendôme – Svět diamantů (Place Vendôme)
  - Jacques Dutroncza roli Battistelliho ve filmu Place Vendôme – Svět diamantů (Place Vendôme)

### 0. léta
- 2000: François Berléand za roli Maxima Nassieffa ve filmu Můj malý podnik (Ma petite entreprise)
  - Jacques Dufilho za roli Noëla ve filmu C'est quoi la vie? (C'est quoi la vie ?)
  - Claude Rich za roli Stanislase Romana ve filmu Pusa (La Bûche)
  - André Dussollier za roli Amédéa ve filmu Děti z mokřin (Les Enfants du marais)
  - Roschdy Zem za roli Samiho ve filmu Můj malý podnik (Ma petite entreprise)

- 2001: Gérard Lanvin za roli Francka Morena ve filmu Někdo to rád jinak (Le Goût des autres)
  - Lambert Wilson za roli Artuse de Poulignac ve filmu Jet Set (Jet Set)
  - Emir Kusturica za roli Neela Augusta ve filmu Prokletí ostrova Saint Pierre (La Veuve de Saint-Pierre)
  - Alain Chabat za roli Bruna Deschampse ve filmu  Někdo to rád jinak (Le Goût des autres)
  - Jean-Pierre Kalfon za roli krále Ludvíka XIV. ve filmu Saint-Cyr (Saint-Cyr)

- 2002: André Dussollier za roli vojenského chirurga ve filmu Důstojnický pokoj (La Chambre des officiers)
  - Édouard Baer za roli Alexe Basata ve filmu Betty Fisherová a další příběhy (Betty Fisher et autres histoires)
  - Jamel Debbouze za roli Luciena ve filmu Amélie z Montmartru (Le Fabuleux Destin d'Amélie Poulain)
  - Rufus za roli Raphaëla Poulaina ve filmu Amélie z Montmartru (Le Fabuleux Destin d'Amélie Poulain)
  - Jean-Paul Roussillon za roli Jeana ve filmu Jedna vlaštovka jaro udělá (Une hirondelle a fait le printemps)

- 2003: Bernard Le Coq za roli Christiana Lichta ve filmu Se souvenir des belles choses (Se souvenir des belles choses)
  - Gérard Darmon za roli Amonbofise ve filmu Asterix a Obelix: Mise Kleopatra (Astérix & Obélix : Mission Cléopâtre)
  - Jamel Debbouze za roli Numerobise ve filmu Asterix a Obelix: Mise Kleopatra (Astérix & Obélix : Mission Cléopâtre)
  - Denis Podalydès za roli Jérôma ve filmu Líbejte se, s kým je libo (Embrassez qui vous voudrez)
  - François Cluzet za roli Luca ve filmu Nepřítel (L'Adversaire)

- 2004: Darry Cowl za roli paní Foinové ve filmu Na ústa ne (Pas sur la bouche)
  - Clovis Cornillac za roli Didiera ve filmu À la petite semaine (À la petite semaine)
  - Yvan Attal za roli Raoula ve filmu Šťastnou cestu (Bon Voyage)
  - Jean-Pierre Marielle za roli Simona Marceauxe ve filmu La Petite Lili (La Petite Lili)
  - Marc Lavoine za roli Alexe ve filmu Francouz (Le Cœur des hommes)

- 2005: Clovis Cornillac za roli Kevina ve filmu Lži a zrady (Mensonges et trahisons et plus si affinités)
  - André Dussollier za roli Roberta Manciniho ve filmu Válka policajtů (36 quai des Orfèvres)
  - François Berléand za roli Rachina ve filmu Slavíci v kleci (Les Choristes)
  - Jean-Paul Rouve za roli Jeana-Baptista Coussauda ve filmu Superstar (Podium)
  - Maurice Garrel za roli Louise Jennsense ve filmu Králové a královna (Rois et Reine)

- 2006: Niels Arestrup za roli Roberta Seyra ve filmu Tlukot mého srdce se zastavil (De battre mon cœur s'est arrêté)
  - Maurice Bénichou za roli Majida ve filmu Utajený (Caché)
  - Georges Wilson za roli pana Delsarta ve filmu Je ne suis pas là pour être aimé (Je ne suis pas là pour être aimé)
  - Dany Boon za roli Ponchela ve filmu Šťastné a veselé (Joyeux Noël)
  - Roschdy Zem za roli Sola ve filmu Komisař (Le Petit lieutenant)

- 2007: Kad Merad za roli Paula Telliera ve filmu Neboj, jsem v pořádku (Je vais bien, ne t'en fais pas)
  - Guy Marchand za roli Mirka ve filmu V Paříži (Dans Paris)
  - Dany Boon za roli Richarda ve filmu Dablér (La Doublure)
  - André Dussollier za roli Jacquesa Laurentina ve filmu Nikomu to neříkej (Ne le dis à personne)
  - François Cluzet za roli Reného ve filmu Čtyři hvězdičky (Quatre Étoiles)

- 2008: Sami Bouajila za roli Mehdiho ve filmu Svědci (Les Témoins)
  - Laurent Stocker za roli Philiberta Marqueta de la Durbelière ve filmu Prostě spolu (Ensemble, c'est tout)
  - Pascal Greggory za roli Louise Barriera ve filmu Edith Piaf (La Môme)
  - Michael Lonsdale za roli Mathiase Jüsta ve filmu Lidská otázka (La Question humaine)
  - Fabrice Luchini za roli pana Jourdaina ve filmu  Molière (Molière)

- 2009: Jean-Paul Roussillon za roli Abela ve filmu Vánoční příběh (Un conte de Noël)
  - Benjamin Biolay za roli Stellina otce ve filmu Stella (Stella)
  - Claude Rich za roli Roberta ve filmu Aide-toi, le ciel t'aidera (Aide-toi, le ciel t'aidera)
  - Pierre Vaneck za roli Antoinova otce ve filmu Deux jours à tuer (Deux Jours à tuer)
  - Roschdy Zem za roli Christopha Abadiho ve filmu Dívka z Monaka (La Fille de Monaco)

### 10. léta
- 2010: Niels Arestrup za roli Césara Lucianiho ve filmu Prorok (Un prophète)
  - Jean-Hugues Anglade za roli mentálně narušeného ve filmu Perzekuce (Persécution)
  - JoeyStarr za ztvárnění sebe samého ve filmu Herečky na scénu! (Le Bal des actrices)
  - Benoît Poelvoorde za roli Étienna Balsana ve filmu Coco Chanel (Coco avant Chanel)
  - Michel Vuillermoz za roli Pierra ve filmu Poslední na cestu (Le Dernier pour la route)

- 2011: Michael Lonsdale za roli bratra Luca Dochiera ve filmu O bozích a lidech (Des hommes et des dieux)
  - Niels Arestrup za roli Bartoloměje ve filmu Muž, který chtěl žít svůj život (L'Homme qui voulait vivre sa vie)
  - François Damiens za roli Marca ve filmu (K)lamač srdcí (L'Arnacœur)
  - Gilles Lellouche za roli Erica ve filmu Milosrdné lži (Les Petits Mouchoirs)
  - Olivier Rabourdin za roli bratra Christopha ve filmu O bozích a lidech (Des hommes et des dieux)

- 2012: Michel Blanc za roli Gillese ve filmu Ministr (L'Exercice de l'État)
  - Nicolas Duvauchelle za roli Mathieua ve filmu Polisse (Polisse)
  - JoeyStarr za roli Freda ve filmu Polisse (Polisse)
  - Bernard Le Coq za roli Jacquesa Chiraca ve filmu Dobývání moci (La Conquête)
  - Frédéric Pierrot za roli Balloa ve filmu Polisse (Polisse)

- 2013: Guillaume de Tonquédec za roli Clauda ve filmu Jméno (Le Prénom)
  - Samir Guesmi za roli Erica ve filmu Znovu zamilovaná (Camille redouble)
  - Benoît Magimel za roli Paula Ledermana ve filmu Cloclo (Cloclo)
  - Claude Rich za roli Sébastiena Hauera ve filmu Cherchez Hortense (Cherchez Hortense)
  - Michel Vuillermoz za roli otce Camille ve filmu Znovu zamilovaná (Camille redouble)

- 2014: Niels Arestrup za roli Clauda Maupase ve filmu Zamini (Quai d'Orsay)
  - Patrick Chesnais za roli Philippa ve filmu Les Beaux Jours (Les Beaux Jours) 
  - Patrick d'Assumçao za roli Henriho ve filmu Neznámý od jezera (L'Inconnu du lac)
  - François Damiens za roli Nicolase ve filmu Suzanne (Suzanne)
  - Olivier Gourmet za roli Gillese ve filmu Grand Central (Grand Central)

- 2015: Reda Kateb za roli Abdela Rezzaka ve filmu Hippocrate (Hippocrate)
  - Éric Elmosnino za roli Fabiena Thomassona ve filmu Rodinka Belierových (La Famille Bélier)
  - Jérémie Renier za roli Pierra Bergého ve filmu Saint Laurent (Saint Laurent)
  - Guillaume Gallienne za roli Pierra Bergého ve filmu Yves Saint Laurent (Yves Saint Laurent)
  - Louis Garrel za roli Jacquesa de Baschera ve filmu Saint Laurent (Saint Laurent)

- 2016: Benoît Magimel za roli Yanna ve filmu Hlavu vzhůru! (Tête haute)
  - Michel Fau za roli Atose Pezziniho ve filmu Marguerite (Marguerite)
  - Louis Garrel za roli Solala ve filmu Můj král (Mon roi)
  - André Marcon za roli Georgese Dumonta ve filmu Marguerite (Marguerite)
  - Vincent Rottiers za roli Brahima ve filmu Dheepan (Dheepan)

- 2017: James Thierrée za roli George Foottita ve filmu Monsieur Chocolat (Chocolat)
  - Gabriel Arcand za roli Pierra ve filmu Janův syn (Le Fils de Jean)
  - Vincent Cassel za roli Antoina ve filmu Je to jen konec světa (Juste la fin du monde)
  - Vincent Lacoste za roli Sama ve filmu Victoria (Victoria)
  - Laurent Lafitte za roli Patricka ve filmu Elle (Elle)
  - Melvil Poupaud za roli Vincenta ve filmu Victoria (Victoria)

- 2018: Antoine Reinartz za roli Thibaulta ve filmu 120 BPM (120 battements par minute)
  - Niels Arestrup za roli Marcela Péricourta ve filmu Na shledanou tam nahoře (Au revoir là-haut)
  - Laurent Lafitte za roli Henriho d'Aulnay-Pradelle ve filmu Na shledanou tam nahoře (Au revoir là-haut)
  - Gilles Lellouche za roli Jamese ve filmu Dokud nás svatba nerozdělí (Le Sens de la fête)
  - Vincent Macaigne za roli Juliena ve filmu Dokud nás svatba nerozdělí (Le Sens de la fête)

- 2019: Philippe Katerine za roli Thierryho ve filmu Utop se, nebo plav (Le Grand Bain)
  - Jean-Hugues Anglade za roli Simona ve filmu Utop se, nebo plav (Le Grand Bain)
  - Damien Bonnard za roli Louise ve filmu Potížista (En liberté !)
  - Clovis Cornillac za roli Fabrice Le Nadanta ve filmu Lechtání (Les Chatouilles)
  - Denis Podalydès za roli Mathieua ve filmu Okouzlit, milovat a rychle utíkat (Plaire, aimer et courir vite)

### 20. léta
- 2020: Swann Arlaud za roli Emmanuela Thomassina ve filmu Chvála Bohu (Grâce à Dieu)
  - Grégory Gadebois za roli Huberta Henryho ve filmu Žaluji! (J'accuse)
  - Louis Garrel za roli Alfreda Dreyfuse ve filmu Žaluji! (J'accuse)
  - Benjamin Lavernhe za roli Félixe ve filmu Láska na druhý pohled (Mon inconnue)
  - Denis Ménochet za roli Françoise Deborda ve filmu  Chvála Bohu (Grâce à Dieu)

- 2021: Nicolas Marié za roli pana Blina ve filmu Sbohem, blbci! (Adieu les cons)
  - Édouard Baer za roli Andrého Grunvalda ve filmu Jak býti dobrou ženou (La Bonne Épouse)
  - Louis Garrel za roli Françoise ve filmu ADN (ADN)
  - Benjamin Lavernhe za roli Vladimira ve filmu Osel, milenec a já (Antoinette dans les Cévennes)
  - Vincent Macaigne za roli Françoise ve filmu Milostné historky (Les Choses qu'on dit, les choses qu'on fait)

- 2022: Vincent Lacoste za roli Étienna Lousteau ve filmu Ztracené iluze (Illusions perdues)
  - François Civil za roli Antoina ve filmu Severní Marseilles (BAC Nord)
  - Xavier Dolan za roli Raoula Nathana ve filmu Ztracené iluze (Illusions perdues)
  - Karim Leklou za roli Yassina ve filmu Severní Marseilles (BAC Nord)
  - Sylvain Marcel za roli Guy-Clauda Kamara ve filmu Hlas lásky (Aline)

- 2023: Bouli Lanners za roli Marceaua ve filmu Noc 12. (La Nuit du 12)
  - François Civil za roli Yanna ve filmu En corps (En corps)
  - Micha Lescot za roli Pierra Romanse ve filmu Navždy mladí (Les Amandiers)
  - Pio Marmaï za roli Loïca ve filmu En corps (En corps)
  - Roschdy Zem za roli Michela Ferranda ve filmu Nevinný (L'Innocent)

- 2024: Swann Arlaud za roli Vincenta Renziho ve filmu Anatomie pádu (Anatomie d'une chute)
  - Anthony Bajon za roli Doga ve filmu Chien de la casse (Chien de la casse)
  - Arthur Harari za roli Georgese Kiejmana ve filmu Případ Goldman (Le Procès Goldman)
  - Pio Marmaï za roli Paula Rivièra ve filmu Yannick (Yannick)
  - Antoine Reinartz za roli advokáta ve filmu Anatomie pádu (Anatomie d'une chute)

- 2025: Alain Chabat za roli Jackieho ve filmu Zběsilá láska (L'Amour ouf)
  - David Ayala za roli Waltera ve filmu Pro smilování! (Miséricorde)
  - Bastien Bouillon za roli Fernanda de Morcerfa ve filmu Hrabě Monte Christo (Le Comte de Monte-Cristo)
  - Jacques Develay za roli abbého Philippa Griseula ve filmu Pro smilování! (Miséricorde)
  - Laurent Lafitte za roli Gérarda de Villefortve filmu Hrabě Monte Christo (Le Comte de Monte-Cristo)